# Morotaibrilvogel
De morotaibrilvogel (Zosterops dehaani) is een zangvogel uit de familie Zosteropidae (brilvogels). Het is een endemische vogelsoort op het eiland Morotai in de Noord-Molukken.

## Taxonomie
De vogel werd in 1938 verzameld op het eiland Morotai (Noord-Molukken) en in 1939 geldig beschreven door Adriaan Cornelis Valentin van Bemmel. Van Bemmel beschreef de vogel als aparte soort en vernoemde hem naar de bosbouwkundige G. de Haan die de vogel naar het museum bracht. Later werd de soort als ondersoort beschouwd van de bruinkapbrilvogel (Z. atriceps). 
Volgens een onderzoek dat in 2018 werd gepubliceerd zijn er duidelijke verschillen met de bruinkapbrilvogel (nominaat), zowel qua uiterlijk als op grond van de geluiden die ze maken en de keuze van het leefgebied. De morotaibrilvogel is een vogel die vooral op grotere hoogten (meer dan 800 meter boven zeeniveau) wordt aangetroffen en daar in lagere vegetatie voorkomt dan de bruinkapbrilvogel op Batjan, die veelal in laagland en op korte afstand van menselijke nederzettingen is te vinden.

## Status
De grootte van de populatie is niet gekwantificeerd maar de soort wordt omschreven als schaars. Het verspreidingsgebied is klein en de soort gaat achteruit door ontbossing. Op de Rode lijst van de IUCN heeft deze soort daarom de status gevoelig.